# Frozen (musical)
Frozen è un musical con musiche e testi di Kristen Anderson-Lopez e Robert Lopez su libretto di Jennifer Lee, tratto dal film d'animazione della Lee e Chris Buck Frozen - Il regno di ghiaccio (2013). La colonna sonora comprende nove canzoni dal film, tra cui il Oscar alla migliore canzone Let It Go, oltre a 13 nuove canzoni scritte appositamente per l'adattamento teatrale. Dopo un breve rodaggio a Denver, Frozen ha debuttato a Broadway il 22 marzo 2018: le recensioni ne lodarono la messa in scena e il musical è stato candidato a tre Tony Award, tra cui miglior musical.

## Trama
Le principesse Anna ed Elsa crescono felici nel regno di Arendelle, finché la primogenita Elsa scopre di avere poteri magici e di poter controllare il ghiaccio. Per paura di fare del male all'amata sorella, Elsa si ritira nella sua camera e cresce in solitudine. Al momento della morte dei genitori, Elsa diventa regina, un ruolo che preferirebbe rifiutare. Quando Anna le annuncia il fidanzamento con il principe Hans, Elsa ha un moto di stizza e congela accidentalmente il regno. Mortificata, Elsa scappa e abbandona il regno. Con l'aiuto del montanaro Kristoff, della fedele renna Sven e del pupazzo di neve Olaf, Anna si mette alla ricerca della sorella Elsa, i cui poteri magici hanno intrappolato il regno di Arendelle in una morsa di ghiaccio.

## Brani musicali
Primo atto
- "Vuelie" – Cast
- "Let the Sun Shine On" – Anna ed Elsa da bambine, Re, Regina,
- "A Little Bit of You" – Anna ed Elsa da bambine
- "Hidden Folk" - Regina, Pabbie, Elsa bambina, Re e Cast
- "Do You Want to Build a Snowman?" – Anna bambina, Anna, Elsa
- "For the First Time in Forever" – Anna, Elsa e sudditi
- "Hans of the Southern Isles" – Hans
- "Dangerous to Dream" – Elsa e sudditi
- "Love Is an Open Door" – Anna e Hans
- "Reindeer(s) Are Better Than People" – Kristoff
- "What Do You Know About Love?" – Anna e Kristoff
- "In Summer" – Olaf
- "Hans of the Southern Isles" (reprise) – Hans, Weselton
- "Let It Go" – Elsa

Secondo atto
- "Hygge" – Oaken, Kristoff, Anna, Olaf, famiglia e amici
- "For the First Time in Forever" (reprise) – Anna e Elsa
- "Fixer Upper" – Bulda, Pabbie, Olafm Troll
- "Kristoff Lullaby" – Kristoff
- "Monster" – Elsa, Hans e uomini
- "True Love" – Anna
- "Colder by the Minute" – Anna, Kristoff, Elsa, Hans e sudditi
- "Finale" – Cast